# NEM (banda)
NEM es una banda argentina de Heavy Metal proveniente de San Rafael (Mendoza). Es considerada una de las bandas representantes de los géneros Groove Metal y Metalcore en Argentina. 

## Historia

### Inicios
El grupo se forma el 1 de julio de 2008, cuando Marcelo Serrano —ex Brutal, ex No.Si.Vo.— emprende la búsqueda de músicos para desarrollar su proyecto. Si bien es un proyecto solista, NEM ha editado sus álbumes con distintas formaciones sobre la base de músicos sesionistas.

NEM no tiene influencias directas, y por todos los medios intentan deshacerse de las semejanzas. Puede describirse a la banda como dura, ácida, con riffs potentes, y letras políticas, filosóficas y sociales, que tratan de reflejar la actualidad local y sudamericana. En cuanto a su estilo, el grupo lo autodefine como Metal Latino, el cual combina características del Hardcore y el Thrash, y un timbre de voz ligado al Black Metal —Harsh Voice—.

A seis meses de su formación, la banda realizaría su primer recital en la ciudad de San Rafael, provincia de Mendoza. Sería el 13 de diciembre en el Salón de la Asociación San Rafael de Corazón, con gran aceptación por parte del público.
En el transcurso del año 2009 dan a conocer su material en cuanto recital puedan presentarse. En julio del 2010 grabarían su primer Demo, el cual contiene temas como el popular: "Cero", "El animal que el hombre oculta" y "Brazas en la lengua". Esta producción sería distribuida en las provincias de Mendoza y Buenos Aires y así mismo, en el país de Chile. 

En mayo del 2011, en vísperas del Festival Quilmes Rock, en una encuesta Nacional organizada por la Maltería Quilmes, se realiza la "Batalla de Bandas del Quilmes Rock 2011", dirigida a bandas amateur. Las bandas en cuestión, necesitaban que los internautas ingresen en la Página Facebook del Festival y buscasen el nombre de la banda e hicieran clic en "Me gusta". Aquellas bandas que coniguieran estar entre las diez más votadas, accedían a participar de un concurso final. De conseguirlo, un jurado elegiría a las cinco mejores que luego deberían tocar ante un representante de la organización del Festival, otro de FM Rock&Pop y un artista nacional.

Entre más de 1200 bandas de toda Argentina, con representantes de todos los géneros y estilos, NEM es seleccionada por voto de la gente en el séptimo lugar de un total de Las Diez Mejores Bandas Nuevas De Argentina. 

### El Cordero
En julio de 2012 graban su primer álbum que llevó por nombre El Cordero en Ozono Records Studio(ARG) de la Ciudad de Mendoza. Este álbum tuvo distribución en todas las provincias Argentinas y en todos los países de Latinoamérica.

En el 2013 realizarían varias fechas en recitales. En diciembre de ese año y entre más de 80 bandas de toda la Provincia de Mendoza, la banda queda seleccionada por un jurado, entre las mejores 28 bandas de Mendoza. Este hecho les significó la oportunidad de poder tocar en el Festival más importante de la provincia de Mendoza, el MendoRock.

El domingo 9 de febrero de 2014 se presentan en el prestigioso Festival MendoRock en el Centro Cultural Julio Le Parc, ante una multitud de espectadores que le brindaron a NEM una adhesión multitudinaria en una verdadera fiesta del Metal Latinoamericano. En abril del mismo año y entre más de 260 bandas argentinas de las provincias de Mendoza, San Juan y San Luis, y con exponentes de todos los géneros y estilos, el grupo queda octavo, entre las diez bandas más votadas por la gente. Dicho concurso lo organizaban el Gobierno de la Ciudad de Buenos Aires —Rock BA— y el de Cuyo.

### El Séptimo Sello
En julio de 2014 graban su segunda álbum, El Séptimo Sello, en Estudio Horom(ARG), de la ciudad de San Rafael, Mendoza. distribuido tanto en Argentina como en Latinoamérica.

### Apocalipsis
En julio de 2016 editan su tercer álbum, Apocalipsis, nuevamente en Estudio Horom(ARG).distribuido tanto en Argentina como en Latinoamérica 

### Armagedón
En julio de 2018 editan su cuarto y último álbum, Armagedón, nuevamente en Estudio Horom(ARG)distribuido tanto en Argentina como en Latinoamérica. 

## Miembros

### Última formación conocida
- Marcelo Serrano - Bajo, Voz (Brutal, NO.SI.VO)

## Discografía

### EP
- 2010 - Demo (DEMO)

### Álbumes
- 2012 - El cordero
- 2014 - El Séptimo Sello
- 2016 - Apocalipsis
- 2018 - Armagedon